# Клейгельс Миколай Васильович
Кле́йгельс Микола́й Васи́льович (рос. Клейгельс Николай Васильевич, 25 листопада (7 грудня) 1850 — 20 липня (2 серпня) 1916, санаторій Рауха, поблизу Іматри, Велике князівство Фінляндське) — російський військовий та державний діяч, генерал-ад'ютант (1903), генерал від кавалерії (18 квітня 1910).

## Біографія
Походив з родини остзейських дворян та фінських шведів. Належав до шотландського роду Клейгельс (Clayhills), предки яких перебралися до Естляндії, а після Північної війни перебралася до Фінляндії. Син підполковника Василя (Базиля) Клейгельса та Анни Іванівни. 
Спочатку навчавсяу Другому кадетському корпусі, звідки перейшов до Павлівського кадетського корпусу, якій успішно закінчив. 1866 року продовжив навчання у Миколаївському кавалерійському училищі в Санкт-Петербурзі, ке закінчив 1868 року зі званням прапорщика та призначенням до 9-го лейб-гвардії Драгунському полку, де служив наступні 13 ркоів.
Учасник російсько-турецької війни 1877–1878. На той час був штабс-капітаном. Призначається ад'ютантом Йосипа Гурка. Відзначившись у низці бойових справ, зокрема Плевною та Горному Дубняку, він був нагороджений орденом св. Володимира 4-го ступеня з мечами, золотою зброєю та орденом св. Анни 2-го ступеня з мечами. Крім того, за бойові відзнаки Клейгельса призначили флігель-ад'ютантом до імператора.
1881–1888 — приписано до Навчального кавалерійського ескадрону. 28 березня 1882 року було підвищено до полковника. 17 квітня 1882 року зарахований до постійного складу Офіцерської кавалерійської школи, де завідував інструкторським відділом, а також був головою ескадронного суду, начальником відділу верхової їзди та виїздки коней.
13 лютого 1888 — 6 грудня 1895 — Варшавський обер-поліцмейстер. Спочатку був виконувачем обов'язків. Влітку 1891 року затверджено на посаді з наданням звання генерал-майора. Не виявляв якоїсь ініціативи, лише виконував розпорядження генерал-губернатора Йосипа Гурка.
6 грудня 1895 — 24 грудня 1903 — петербузький градоначальник. 6 грудня 1899 стає генерал-лейтенантом. 1900 року за його ініціативи було засновано музей зовнішньої поліції в будівлі Олександро-Невської частини (Невський проспект, будинок 91/Гончарна, будинок 6, будинок зберігся у перебудованому вигляді). За його діяльноної участі було завершено будівництво Політехнічного інституту (1901), Троїцького мосту, Повитухового клінічного інституту, Вітебського вокзалу (1904), створено систему водопостачання міста з Ладозького озера, розроблено проєкт заходів проти повеней, засновано кінно-поліцейську варту, збільшено кількість міських садів та скверів. 1903 року надано звання генерал-ад'ютанта. 15—16 травня 1903 року брав участь в організації урочистостей з нагоди 200-річчя заснування Санкт-Петербургу. Але більш Клейгельс був відомим своїм хабарництвом і, зокрема, нажив кілька мільйонів на будівництві Троїцького мосту в Санкт-Петербурзі, в ході ревізії в 1904 на його дачі був виявлений раніше зниклий поліцейський катер-парохід, який він використовував для прогулянок. Був засновником, головою, дійсним та почесним членом низки благодійних товариств.
24 грудня 1904 — 19 жовтня 1905 — Київський, Подільський та Волинський генерал-губернатор та командуючий військами Київського військового округу. З самого початку переніс до Києва петербурзькі традиції циркулярного діловодства. Клейгельс здобув репутацію «друга поляків» за спроби припинити селянські виступи. Як командувач округу він отримав надзвичайні повноваження для припинення соціальних заворушень у Харкові та Харківському повіті. Також він відійшов від попередньої імперської регіональної політики наступу на польських землевласників і вдався до економічної їх консолідації, залучивши, як і російських, до обговорення становища, що склалося в сільському господарстві. Генерал-губернатор зобов’язав земські органи підвищувати як загальну, так і землеробську культуру селян шляхом заснування шкіл, зразкових ферм і полів, підтримки кооперативного руху, який сприяв би розвитку торгівлі й селянських промислів. Ці ідеї нової економічної політики знайшли продовження в укладеній для мирових посередників інструкції. 
З початком революці 1905 року в ніч на 14 жовтня наказав стріляти в повсталих та оточити Київській імператорський університет ім.Св.Володимира та Київський політехнічний інституту, де 15 жовтня було проведено обшуки. 18 жовтня прийшла звістка про підписання Маніфеста. Втім революційні сили почали сутички з жандармами і військовими, які не припинив генерал-губернатор, а навпаки. В результаті ситуація в Києві вийшла з-під контролю влади: билися революційонери і військові, чорносетенці й жидівська самооборона, почався погром магазинів, що належали юдеям, та ліберальних газет. 
З 19 жовтня 1905 у відставці. 1906 року викупив Сулимівські дачі в Київського благодійнього товариства для своєї дружини Катерини, які було названо на її честь. 18 квітня 1910 року підвищений до генерала від кавалерії, 6 грудня 1913 року нагороджений орденом Св. Олександра Невського.
Помер 20 липня 1916 року. Похований на Новодівочому цвинтарі, Санкт-Петербург.

## Родина
Дружина — Катерина Костянтинівна Телєшова, голова Київського благодійного товариства
Діти: 
- Олексій (?—1964), офіцер лейб-гвардії 2-го стрілкового полку. Помер у Парижі
- Георгій (?—після 1943), репресовано радянською владою у 1943 році